# توکان

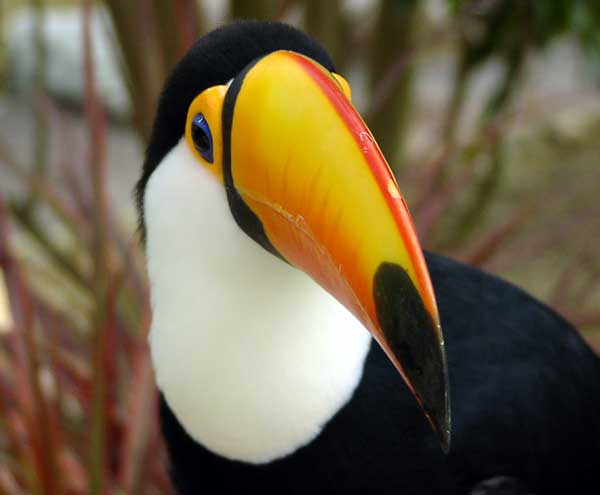
توکان توکو (Ramphastos toco)

ظاهراً این گروه از پرندگان با دارکوب‌ها تفاوت دارند اما جزو خانواده‌های نزدیک به هم هستند؛ هردوی این پرندگان دارای پاهایی هستند که ۲ چنگال به سمت جلو و ۲ چنگال به سمت عقب دارند؛ وقتی پرواز می‌کنند بال‌هایشان را به سرعت به هم می‌زنند و در نتیجه در هنگام حرکت در هوا بالا و پایین می‌شوند.
توکان منقار بسیار بزرگی دارد و بسیار زیبا است که ممکن است تا دو سوم طول کل بدنش را شامل شود. جنس این منقار از کراتین است. دانشمندان هنوز نمی‌دانند چرا توکان چنین منقار بلندی دارد یا چرا رنگ این پرنده این قدر زیباست. رنگ توکان باعث می‌شود هم‌نوعان خود را به خوبی تشخیص دهد و جفت خود را جذب کند.
توکان منقار تیز پرنده‌ای زیبا و یکی از بزرگ‌ترین اعضای خانواده توکان هاست. هرچند منقارش به نظر زشت می‌آید توکان برای خوردن میوه‌های روی شاخه‌های بلند درختان آن را بسیار دقیق به کار می‌برد.
این پرنده در حالت پرواز منقار بزرگ، بال‌های پهن و دم کوتاه و چهره منحصربه‌فردی دارد. توکان‌ها معمولاً در گروه‌های کوچک زندگی می‌کنند.
توکان به‌وسیله پرت کردن سر خود به سمت عقب غذا را به داخل گلویش پرت می‌کند.
در حدود ۳۵ گونه از توکانها امروزه در جهان زندگی می‌کنند. توکان‌ها را می‌توان فقط در نقاط مرکزی و جنوبی آمریکا یافت.